# Gunung Sibayak
Gunung Sibayak är ett berg i Indonesien.   Det ligger i provinsen Sumatera Utara, i den västra delen av landet, 1 400 km nordväst om huvudstaden Jakarta. Toppen på Gunung Sibayak är 1 884 meter över havet.
Terrängen runt Gunung Sibayak är huvudsakligen kuperad, men åt nordväst är den bergig.Runt Gunung Sibayak är det ganska tätbefolkat, med 199 invånare per kvadratkilometer. Närmaste större samhälle är Berastagi, 4,7 km söder om Gunung Sibayak. Omgivningarna runt Gunung Sibayak är en mosaik av jordbruksmark och naturlig växtlighet.